# Johann Justus Kahle
Johann Justus Kahle (auch Cahle, * 11. Februar 1668 in Helmstedt; † 6. Juni 1740 in Zellerfeld) war ein deutscher Organist und Komponist.

## Leben
Als Sohn des Bäckermeisters Bathold Kahle wurde er am 12. April 1668 in der St.-Stephani-Kirche zu Helmstedt getauft. Über seine Jugend oder Ausbildung ist nichts überliefert. In den Matrikeln der damals berühmten Helmstedter Universität Academia Julia taucht sein Name nicht auf. Er wurde dann Organist an der städtischen Hauptkirche St. Stephani. 1709 verzog er nach Zellerfeld und war dort offenbar auch als Organist tätig.
Bekannt ist er heute nur durch die in der Ostrauer Bibliothek Hans-Hasso von Veltheims aufgefundenen Kirchweihkantaten, die er im Auftrag von Otto Ludwig von Veltheim ca. 1704 komponiert hat.

## Werke

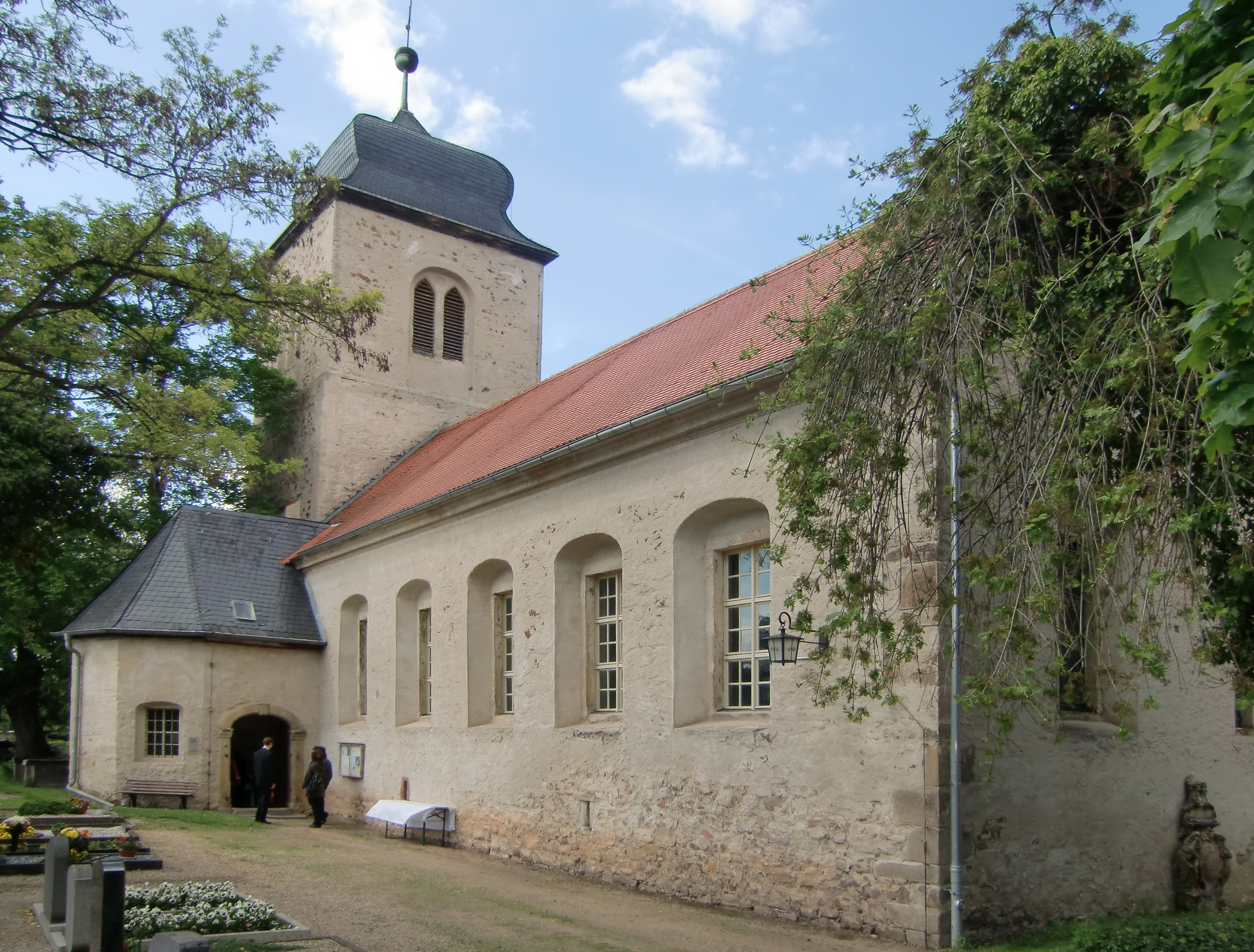
Kirche in Ostrau

4 Psalmkantaten für Sopran und Instrumente (Ostrauer Kirchweihmusik):
Wie lieblich sind deine Wohnungen, Herr Zebaoth. Kantate für Sopran, 2 Oboen, 2 Violinen und Basso continuo
Wie der Hirsch schreyet nach frischem Wasser, Kantate für Sopran, 2 Violinen und Basso continuo
Ich hebe meine Augen auf zu den Bergen. Kantate für Sopran, Solo-Violine  und Basso continuo
Jauchzet dem Herrn alle Welt. Kantate für Sopran, 2 Oboen, 2 Violinen und Basso continuo